# Article 29 de la Constitution de la Cinquième République française
Article 28 Article 30

## Texte
« Le Parlement est réuni en session extraordinaire à la demande du Premier Ministre ou de la majorité des membres composant l'Assemblée Nationale, sur un ordre du jour déterminé.

Lorsque la session extraordinaire est tenue à la demande des membres de l'Assemblée Nationale, le décret de clôture intervient dès que le Parlement a épuisé l'ordre du jour pour lequel il a été convoqué et au plus tard douze jours à compter de sa réunion.

Le Premier ministre peut seul demander une nouvelle session avant l'expiration du mois qui suit le décret de clôture. »
— Article 29 de la Constitution du 4 octobre 1958

## La pratique
Depuis 1958, la quasi-totalité des sessions extraordinaires ont été réunies à l'initiative du Premier ministre, seule celle du 14 au 16 mars 1979 a été réunie à l'initiative des députés. Si la session extraordinaire réunie à l'initiative des députés souffre de plus de restrictions (limitation à douze jours et impossibilité de convoquer une nouvelle session avant un mois), c'est pour éviter la mise en place d'une session continue qui s'étalerait sur l'année entière.
La tenue de session extraordinaire est un fait fréquent dans la vie parlementaire française récente. Depuis 2007, de telles sessions sont annuellement réunies aux mois de juillet et de septembre, ce qui tend à aligner le calendrier parlementaire sur le calendrier gouvernemental. Pourtant, la révision constitutionnelle de 1995 et l'instauration de la session unique courant du premier jour ouvrable d'octobre au dernier jour ouvrable de juin avait vocation à restreindre le recours aux sessions extraordinaires.
Conformément à l'article 51 de la Constitution, « la clôture des sessions ordinaires ou des sessions extraordinaires est de droit retardée pour permettre, le cas échéant, l'application de l'article 49. À cette même fin, des séances supplémentaires sont de droit ». L'article 49 concerne les différentes procédures de mise en cause de la responsabilité du Gouvernement.

## Sources
- Pierre Avril, Jean Gicquel et Jean-Éric Gicquel, Droit parlementaire, Issy-les-Moulineaux, LGDJ, Lextenso éditions, coll. « Domat / Droit public », 2014, 398 p. (ISBN 978-2-275-04151-3, BNF 44222558)
- « Le régime des sessions et des séances », Assemblée nationale, 16 avril 2014 (consulté le 20 août 2015)